# Маурі Рюемя

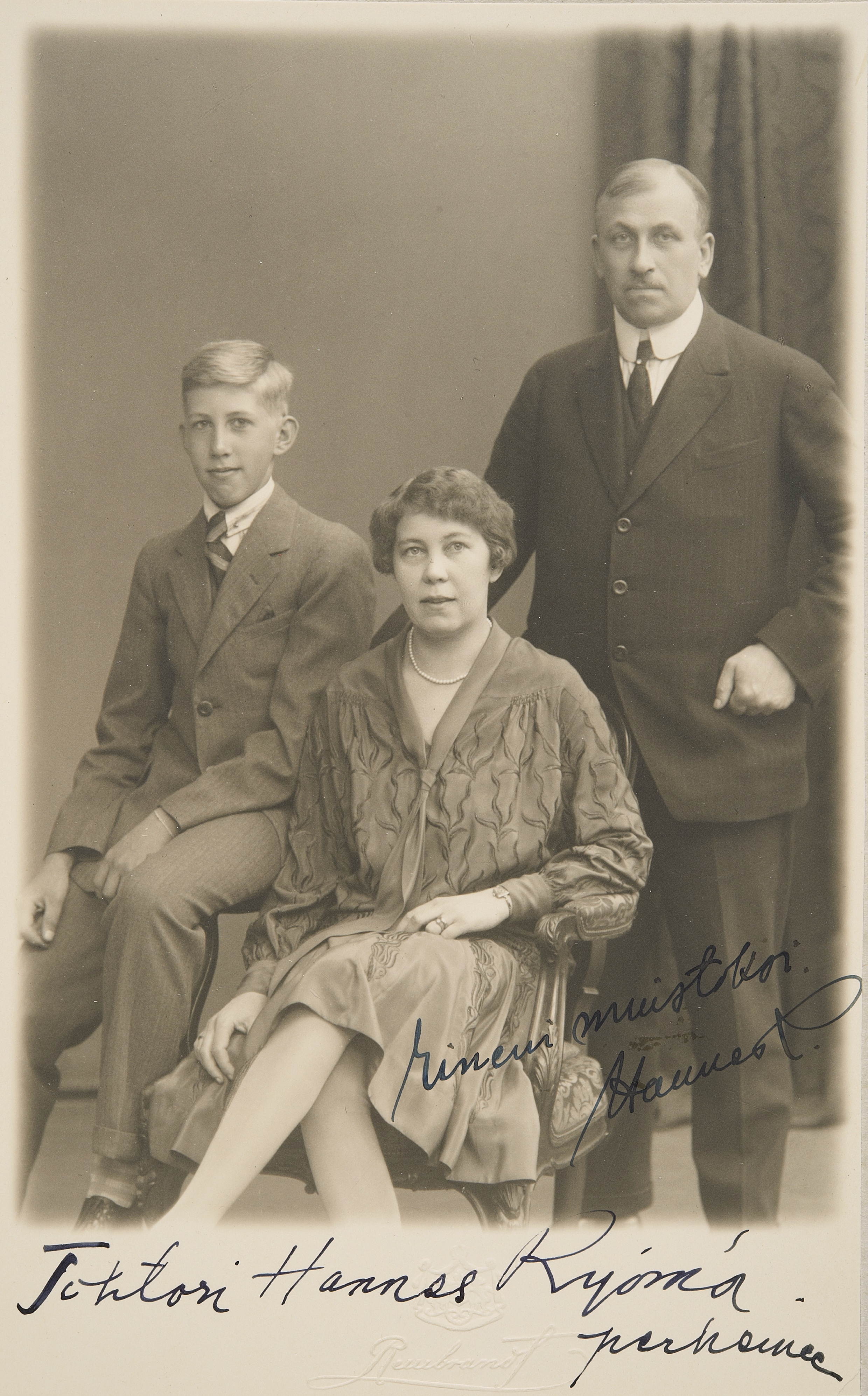
Фінський політик Август Йоганнес Рюемя з дружиною з дружиною Ейне Магдою Софією, уродженою Сундвалл, та сином Маурі

Маурі Рюемя (або ж Маурі Ріома, Рійома. (фін. Mauri Ryömä ; 30 жовтня 1911, Гельсінкі — 28 листопада 1958, Гельсінкі) — громадський та політичний діяч Фінляндії. За професією — лікар. Член парламенту. Журналіст, редактор. Член ЦК Комуністичної партії Фінляндії від 1945 року та член Політбюро ЦК.

## Життєпис
Походив з родини відомого діяча Соціал-демократичної партії Фінляндії Августа Йоганнеса Рюемя (фін. Aukusti (August) Johannes (Hannes) Ryömä) (1878–1939). Його батько був генеральним директором Медичної ради. Обирався депутатом від СДП у 1919–1938 роках.

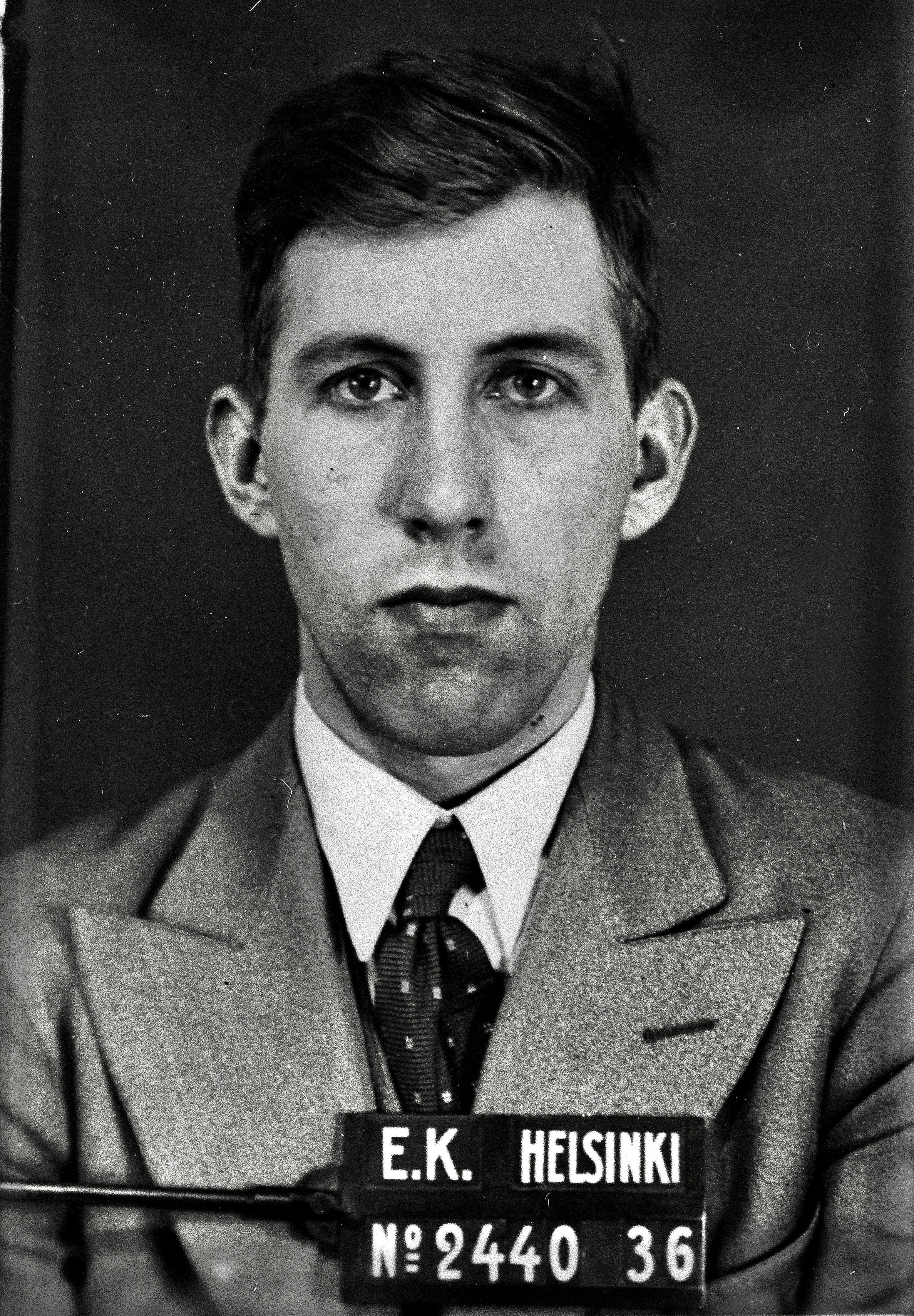

### Родина
Дружина — поетеса і письменниця Ельві Сінерво (1912–1986). Діти — Ілька та Ліїза були перекладачами.